# حوزه انتخابیه مراغه و عجب‌شیر
حوزهٔ انتخابیه مراغه و عجب‌شیر دومین حوزهٔ انتخابیهٔ بزرگ استان آذربایجان شرقی پس از حوزه انتخابیه تبریز، آذرشهر و اسکو (مرکز استان) است و ۳۳۳٬۴۵۶	نفر جمعیت را شامل می‌شود. مرکز این حوزه، شهر مراغه است.
این حوزه تا پیش از تأسیس شهرستان عجب‌شیر در سال ۱۳۸۰ و تا پایان دوره ششم مجلس شورای اسلامی (۱۳۸۲) با نام حوزهٔ انتخابیه مراغه شناخته می‌شد.